# 군위 인각사지
군위 인각사지(軍威 麟角寺址)는 '인각사' 라고도 부르는 이 절은 대한민국 대구광역시 군위군 삼국유사면에 있는 신라의 사찰 터이다. 1992년 5월 28일 대한민국의 사적 제374호로 지정되었다.

## 개요
군위군 화산의 북쪽 기슭 강가 퇴적지대에 지리잡은 절터이다.
인각사는 선덕여왕 시절 원효가 세운 절이라 한다. 그 뒤 고려 때에 크게 고쳐 지었고, 일연이 충렬왕 10년(1284)부터 5년간 이 절에서 머물며 『삼국유사』를 지은 장소로 널리 알려져 있다.
인각사는 언제 세워졌는지 문헌으로는 확인할 수 없다. 그러나 발굴조사 때 대웅전터로 생각되는 건물이 있던 곳에서 통일신라시대의 건물터를 확인하여, 신라 후기에 이미 있었던 것으로 짐작하고 있다.
지금의 인각사에는 법당과 두 채의 건물이 남아 있으며, 중요문화재로 인각사 보각국사 탑과 비(보물 제428호)가 있다.

## 관련 문화재
- 군위 인각사 보각국사탑 및 비 - 보물 제428호
- 군위 인각사 석불좌상 - 경북 유형문화재 제339호
- 군위 인각사 미륵당 석불좌상 - 경북 문화재자료 제426호
- 군위 인각사 삼층석탑 - 경북 문화재자료 제427호

## 참고 자료
- 군위 인각사지 - 국가유산청 국가유산포털

1. ↑  “군위 인각사지 (軍威 麟角寺址)”. 《국가유산청》.
2. ↑  “국가유산청 - 국가유산포털”.